# Eparchia di Perm'

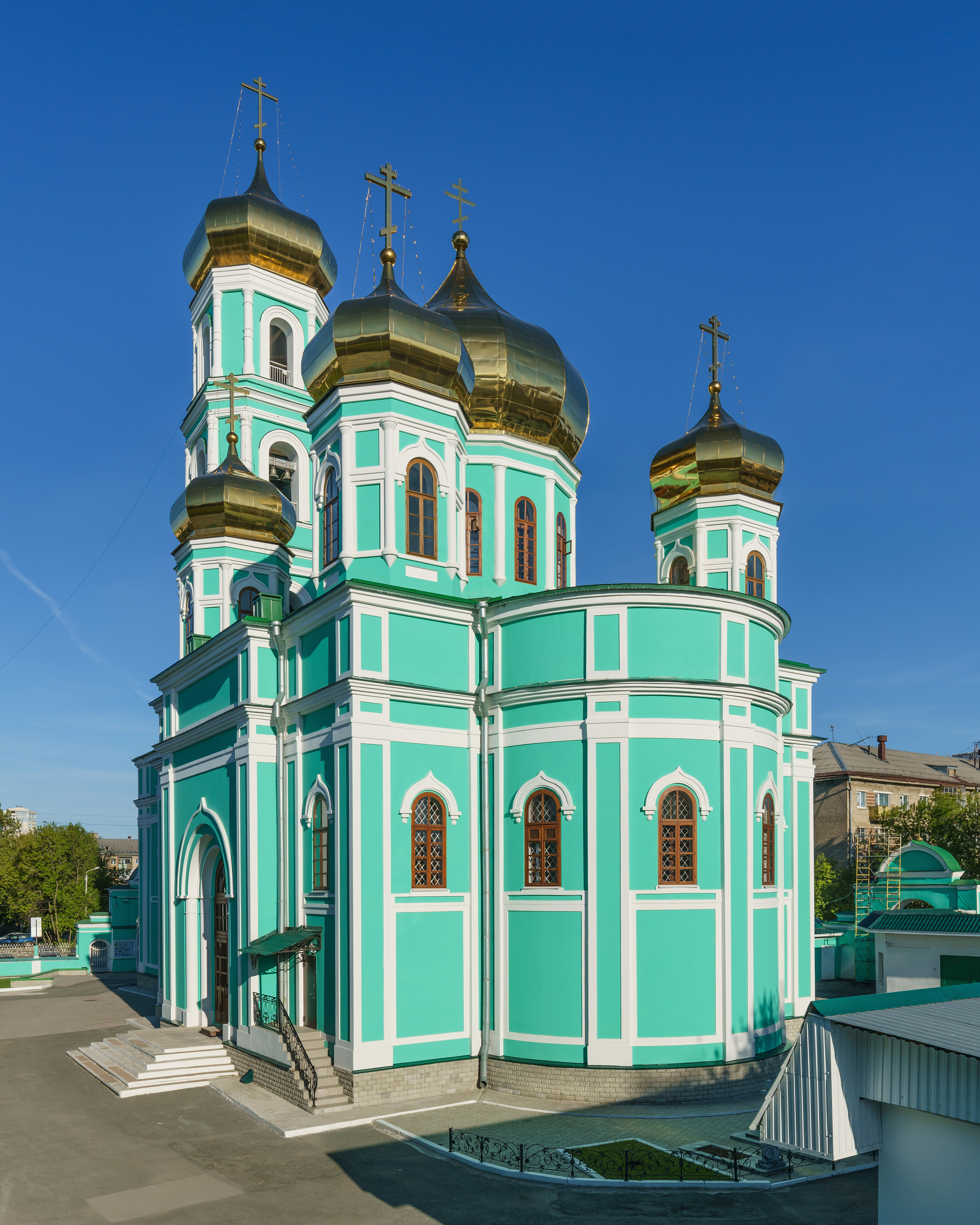
La cattedrale della Santissima Trinità di Perm'.

L'eparchia di Perm' (in russo Пермская епархия?) è una diocesi della Chiesa ortodossa russa, appartenente alla metropolia di Perm'.

## Territorio
L'eparchia comprende le città di Perm', Dobrjanka, Krasnokamsk, Lys'va, Oktjabr'skij, Osa, Suksun, Čajkovskij e Černuška, e i rajon Bardymskij, Berëzovskij, Elovskij, Kišertskij, Kuedinskij, Kungurskij, Ordinskij, Permskij e Uinskij nel Territorio di Perm'.
Sede eparchiale è Perm', dove si trova la cattedrale della Santissima Trinità.
L'eparca ha il titolo ufficiale di «metropolita di Perm' e Kungur».

## Storia
L'eparchia è stata eretta nel 1383 ricavandone il territorio dall'eparchia di Rostov. Successivamente ha assunto diverse denominazioni, tra cui quella di eparchia di Vologda. L'eparchia di fatto fu soppressa e nella seconda metà del XVII secolo il suo territorio divenne parte dell'eparchia di Vjatka. La sede di Perm' fu restaurata il 16 ottobre 1799. Nel 1885 cedette una porzione di territorio per l'erezione dell'eparchia di Ekaterinburg.
Per decisione del Santo Sinodo, il 19 marzo 2014 cedette altre porzioni di territorio a vantaggio dell'erezione delle eparchie di Kudymkar e di Solikamsk, e contestualmente entrò a far parte della metropolia di Perm', istituita lo stesso giorno.